# Stéphen Drouin
Pour les personnes ayant le même patronyme, voir Drouin.
Stephen Drouin, né le 27 janvier 1984 à Paris, est un footballeur français qui évolue au poste de défenseur.
Considéré comme l'un des grands espoirs français à son poste, il a été freiné par de nombreuses blessures et opérations[réf. nécessaire].

## Biographie
Il fait ses débuts dans deux clubs de la région parisienne : Montrouge et Charenton. Il signe au FC Nantes à l'âge de 9 ans[réf. nécessaire] jusqu’à signer son premier contrat professionnel pour la saison 2000-2001. En manque de temps de jeu à Nantes, il décide de quitter le club et rejoint Troyes en août 2005. Cependant il ne jouera que très peu avec le club car de nombreuses blessures l'éloigneront des terrains de nombreux mois. Après la descente de Troyes en National en 2009, il est transféré à Vannes, en Ligue 2, où il ne jouera que huit matchs, ne rentrant pas dans les plans de l'entraineur Stéphane Le Mignan. Il retourne alors à l'ESTAC l'année suivante. La saison suivante 2011-2012, il permit à son club de retrouver l'élite, disputant 26 rencontres de championnat. La suite est plus compliquée pour lui, de nouveau handicapé par des blessures, il ne participe qu'à 7 matchs avec la réserve entre 2012 et 2015, date à laquelle son contrat prend fin.

## Palmarès
- 2000 : Vice-champion d'Europe des moins de 16 ans en Angleterre.
- 2001 : Champion du monde des moins de 17 ans (1 but contre le Japon) à Trinité-et-Tobago avec comme entraîneur JF Jodar.
- 2001-2002 : Vainqueur de la Coupe Gambardella contre Nice 1-0 sous les ordres de Serge Le Dizet.
- 2004 : Finaliste de la Coupe de la Ligue perdue contre Sochaux aux tirs au but.
- 2004 : Vainqueur du tournoi de Toulon espoirs sous les ordres de Raymond Domenech.

## Distinctions
- Élu meilleur joueur de Ligue 2 à la mi-saison pour la saison 2009/2010
- Membre de l'équipe type de ligue 2 pour la saison 2010/2011
- Membre de l'équipe type de ligue 2 pour la saison 2011/2012
- Élu meilleur joueur de l'Estac pour la saison 2010/2011